# ابوالقاسم سعیدی
ابوالقاسم سعیدی (متولد ۱۳۰۴، اراک) نقّاش ایرانی مقیم پاریس است.

## زندگی
او در سال ۱۳۲۹ شمسی برای تحصیل در مدرسه هنرهای زیبای پاریس (بوزار) به فرانسه مهاجرت کرد و در سال ۱۳۳۴ فارغ‌التحصیل از آنجا است. از آن زمان تا کنون سعیدی هم در ایران و هم در فرانسه زندگی کرده است. از او نقاشی‌های متعددی در ساختمان‌های مدرن دهه‌های چهل و پنجاه شمسی در ایران وجود دارد و آثارش در مجموعه‌های خصوصی و عمومی متعدد نگهداری می‌شوند. برخی فعالیت‌های هنریش در ایران، شامل اجرای پروژه‌های نقاشی برای سازمان رادیو و تلویزیون، بانک مرکزی، تالار رودکی و دانشگاه شیراز است. سعیدی سال ۱۳۳۹ جایزه دومین بی‌ینال نقاشی تهران را دریافت کرد و شش سال بعد، برنده جایزه بزرگ پنجمین بی‌ینال تهران شد. سال ۱۳۳۸ هم جایزه نقاشان جوان فرانسه را از آن خود کرد. او تاکنون نمایشگاه‌های متعدد انفرادی در فرانسه، بلژیک، اسپانیا، سوییس و دیگر کشورها بر پا کرده؛ ضمن اینکه در نمایشگاه‌های گروهی متعددی در ایران، اروپا و آمریکا شرکت کرده‌است. نمایش آثار در سالن نقاشان جوان و نمایشگاه‌های بزرگ سالانه پاریس از ۱۳۳۳ تا ۱۳۴۰؛ شرکت در دوسالانه‌های تهران، پاریس و سائوپولو؛ نمایش آثار در دومین، سومین و پنجمین دوسالانه تهران؛ شرکت در نمایشگاه باغ ایرانی موزه هنرهای معاصر (۱۳۸۳)؛ عضویت در هیئت داوران و کمیته تشکیلاتی نمایشگاه نقاشی جوان فرانسه و عضویت در انجمن نقاشان فرانسه در کارنامه هنری این نقاش دیده می‌شود. یک نقّاشی بدون عنوان از سعیدی در حراج ۱۳۹۳ تهران ۳۰۰ میلیون تومان به فروش رسید.

## نمایشگاه
تنها نمایشگاه انفرادی ابوالقاسم سعیدی در بهار و تابستان ۱۳۹۴ در تهران برگزار شده است.

البته احمدرضا احمدی در نوشته « حقیقت تلخ است» برای ویژه نامه کتاب « نوشتن با دوربین»‌ درباره نمایشگاه سعیدی می نویسد:

« ابوالقاسم سعیدی، نقاش، اولین نمایشگاه نقاشی اش را در استودیو گلستان برگزار کرد.»

## سعیدی از دیدگاه دیگران
آیدین آغداشلو می‌گوید: «ابوالقاسم سعیدی . . . یکی از پنج نقاش بزرگ هنر معاصر ماست».

ابراهیم گلستان در کتاب ‌« نوشتن با دوربین» ‌درباره وی می گوید:

« ابوالقاسم سعیدی، بوزار پاریس را خونده و تموم کرده. خیلی خوب نقاشی می کنه. اما مدت ها توی تحصیل کردگی اش گیر کرده بود. حالا اخیرا داره از اون گیر می آد بیرون.»

الگو:رویین پاکباز در کتاب «ایران و مدرنیته»: «سعیدی روح سنت ایرانی را به کالبدی نو درآورد. البته توام با اندکی نوستالژی یا غم غربت»